# Система налогообложения при выполнении соглашений о разделе продукции в Российской Федерации
Система налогообложения при выполнении соглашений о разделе продукции — специальная система налогообложения, специальный налоговый режим, применяемый при выполнении соглашений, которые заключены в соответствии с Федеральным законом от 30.12.1995 г. № 225-ФЗ «О соглашениях о разделе продукции». Действие подобного режима выгодно как инвестору, так и государству: первый имеет благоприятные условия для вклада средств в поиск, разведку, а также добычу полезных ископаемых; государство приобретает гарантии получения части прибыли от этой деятельности. Режим применяется в течение всего срока действия соглашения о разделе продукции.
Для применения к таким соглашениям данного режима необходимо чтобы соглашение отвечало следующим требованиям:
- было заключено после проведения аукциона на предоставление права пользования недрами на иных условиях, чем раздел продукции в порядке и на условиях, которые определены п.2 ст.4 указанного ФЗ, и признания аукциона несостоявшимся;
- при выполнении соглашений, в которых применяется порядок раздела продукции, установленный п.2 ст. 8 ФЗ, доля государства составляет не менее 32 % от общего количества произведённой продукции;
- предусматривается увеличение доли государства в прибыльной продукции в случае улучшения показателей инвестиционной эффективности для инвестора при выполнении соглашения. Показатели инвестиционной эффективности устанавливаются в соответствии с условиями соглашения.

## Правовое регулирование
Отношения по налогообложению при данном режиме регулируются главой 26.4 Налогового кодекса Российской Федерации. Глава была введена в действие Федеральным законом № 65-ФЗ, а вступила в силу 06 июня 2003 года.
Правовые основы отношений, возникающих в процессе осуществления российских и иностранных инвестиций в поиски, разведку и добычу минерального сырья на территории Российской Федерации, а также на континентальном шельфе и (или) в пределах исключительной экономической зоны Российской Федерации на условиях соглашений о разделе продукции устанавливается Федеральным законом от 30.12.1995 г. № 225-ФЗ «О соглашениях о разделе продукции».

## Соглашение о разделе продукции
Обычно соглашение о разделе продукции является договором, заключенным между Государством и предприятием (которое привлекли на данный объект по условиям конкурса), что обуславливает долевое участие Государства в разработке данного месторождения (не менее 25%), взамен компания получает право на возмещение расходов на определенных условиях прописанных в НКРФ. - Этот факт позволяет Государству привлекать инвестиции к "непривлекательным" месторождениям, а также пополнить казну за счет не налоговых поступлений.

## Налогоплательщик и плательщик сборов
Налогоплательщиком и плательщиком сборов при данном налоговом режиме является инвестор. Согласно абзацу 2 статьи 346.34 Налогового кодекса РФ инвестором признаётся юридическое или создаваемое на основе договора о совместной деятельности и не имеющее статуса юридического лица объединение юридических лиц, осуществляющее вложение собственных заёмных или привлечённых средств (имущества и (или) имущественных прав) в поиск, разведку и добычу минерального сырья и являющееся пользователем недр на условиях соглашения о разделе продукции.

### Обязанности
Налогоплательщик и плательщик обязан:
- Уплачивать соответствующие налоги и сборы, предусмотренные данным налоговым режимом, а также иные налоги и сборы, от уплаты которых не освобождает данный налоговый режим и которые обусловлены иными нормативно-правовыми актами
- Предоставить в налоговый орган соглашение о разделе продукции
- Предоставить в налоговый орган решение об утверждении результатов аукциона на предоставление права пользования участком недр на иных условиях, чем раздел продукции, в соответствии с Законом от 21.02.1992 г. № 2395-1 «О недрах» и признании аукциона несостоявшимся в связи с отсутствием участников.

Налогоплательщик и плательщик сборов может возложить свои обязанности на оператора, под которым понимаются созданные инвестором для этих целей на территории Российской Федерации филиалы или юридические лица либо привлекаемые инвестором для этих целей юридические лица, а также иностранные юридические лица, осуществляющие свою деятельность на территории РФ.

## Особенности режима

### Освобождение от налогов и сборов
Данный налоговый режим предусматривает замену уплаты совокупности налогов и сборов, за исключением тех, которые предусмотрены пунктом 7 статьи 346.35 НК, разделом произведённой продукции в соответствии с условиями соглашения. В частности налогоплательщик и плательщик сборов освобождаются:
- от уплаты региональных и местных налогов (по решению соответствующего законодательного (представительного) органа государственной власти или представительного органа местного самоуправления);
- налога на имущество организаций в отношении основных средств, нематериальных активов, запасов и затрат, которые находятся на балансе налогоплательщика и используются исключительно для осуществления деятельности, предусмотренной соглашениями;
- таможенных пошлин;
- транспортного налога (при условии использования имущества и транспорта исключительно для работ по соглашению)

### Уплачиваемые налоги и сборы
При выполнении соглашения, исходя из которого условия раздела произведённой продукции обусловлены пунктом 1 статьи 8 ФЗ «О соглашениях о разделе продукции»:
- НДС
- Налог на прибыль организаций
- Налог на добычу полезных ископаемых
- Платёж за пользование природными ресурсами
- Плата за негативное воздействие на окружающую среду
- Водный налог
- Государственная пошлина
- Земельный налог
- Акциз (за исключением акциза на подакцизное минеральное сырьё)

При выполнении соглашения, исходя из которого условия раздела произведённой продукции обусловлены пунктом 2 статьи 8 ФЗ «О соглашениях о разделе продукции»:
- Государственная пошлина;
- Таможенные пошлины;
- Налог на добавленную стоимость;
- Плата за негативное воздействие на окружающую среду.